# Iles Cerbicale et frange littoral
Iles Cerbicale et frange littoral este o arie protejată (sit de importanță comunitară — SCI) din Franța întinsă pe o suprafață de 3.698 ha, din care 90 % marine.

## Localizare
Centrul sitului Iles Cerbicale et frange littoral este situat la coordonatele 41°33′02″N 9°21′37″E / 41.55056°N 9.36028°E.

## Înființare
Situl Iles Cerbicale et frange littoral a fost declarat arie specială de conservare în baza directivei 92/43 din 1992 referitoare la conservarea habitatelor naturale și a faunei și florei sălbatice pentru a proteja 2 specii de plante și 6 specii de animale.

## Biodiversitate
Situată în ecoregiunea mediteraneană, aria protejată conține 27 de habitate naturale: Vegetație anuală la limita mareei, Dune de pe litoral fixate cu Crucianellion maritimae, Dune de coastă cu Juniperus spp., Dune cu tufărișuri sclerofile Cisto-Lavenduletalia, Pante stâncoase silicioase cu vegetație casmofită, Recifuri, Păduri de Olea și Ceratonia, Dune împădurite cu Pinus pinea și/sau Pinus pinaster, Straturi cu Posidonia (Posidonion oceanicae), Tufărișuri halofile mediteraneene și termo-atlantice (Sarcocornetea fruticosi), Dune cu vegetație ierboasă Malcolmietalia, Tufărișuri termo-mediteraneene și de pre-deșert, Faleze cu vegetație de Limonium spp. endemic de pe coastele mediteraneene, Iazuri temporare mediteraneene, Galerii și tufărișuri riverane sudice (Nerio-Tamaricetea și Securinegion tinctoriae), Pășuni mediteraneene udate de apa mării (Juncetalia maritimi), Păduri de Quercus suber, Pajiști umede mediteraneene cu ierburi înalte de Molinio-Holoschoenion, Păduri de pin mediteraneene cu pini mezogeni endemici, Păduri de Quercus ilex și Quercus rotundifolia, Formațiuni scunde de Euphorbia în apropierea falezelor, Matorral arborescenți cu Juniperus spp., Dune mobile cu vegetație embrionară, Tufărișuri halo-nitrofile (Pegano-Salsoletea), Dune mobile de-a lungul țărmului cu Ammophila arenaria („dune albe”), Salicornia și alte specii anuale care populează regiunile mlăștinoase și nisipoase, Lagune de coastă.
La baza desemnării sitului se află mai multe specii protejate:
- plante (2): Rouya polygama, Silene velutina
- amfibieni (1): Discoglossus sardus
- mamifere (1): delfin mare (Tursiops truncatus)
- reptile (4): Caretta caretta, țestoasa de baltă (Emys orbicularis), Euleptes europaea, țestoasă bănățeană (Testudo hermanni)

Pe lângă speciile protejate, pe teritoriul sitului au mai fost identificate 2 specii de plante, 1 specie de reptile.